# 格林群島 (巴布亞新幾內亞)
4°30′S 154°10′E / 4.500°S 154.167°E

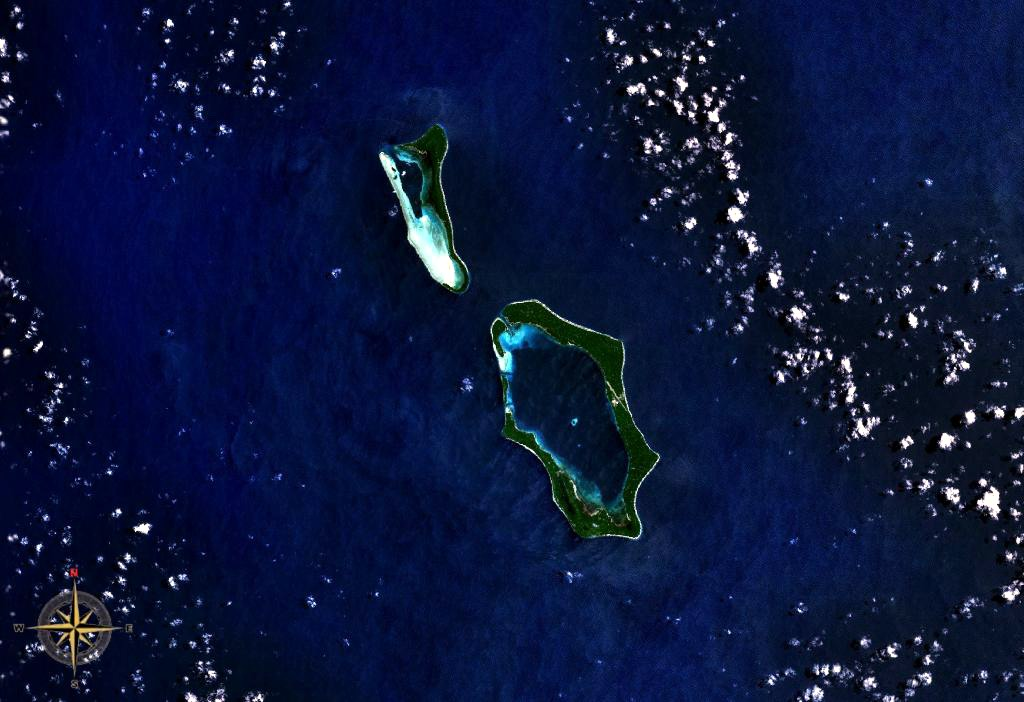

格林群島是巴布亞新幾內亞的群島，位於新不列顛島拉包爾以東約200公里的太平洋海域，由2座環礁和8座島嶼組成，行政方面由布干维尔自治区負責管轄，總土地面積45平方公里，2000年人口5,725。